# Teenage Kicks (film)
Teenage Kicks è un film del 2016 diretto da Craig Boreham.
Si tratta del remake del cortometraggio Drowning (2009).

## Trama
Il diciassettenne Miklos progetta di scappare di casa insieme al suo miglior amico Dan, del quale è perdutamente innamorato. Ma l'improvvisa morte del fratello Tomi manda all'aria i suoi piani e la notizia che l'amico si è trovato una nuova fidanzata non viene ben accettata da Miklos.

## Riconoscimenti
- 2016 - AACTA Award
  - Nomination Miglior colonna sonora a David Barber
- 2016 - Sydney Film Festival
  - Nomination Best Narrative Feature a Craig Boreham
- 2017 - Australian Directors Guild Awards
  - Nomination Best Direction in a Feature Film a Craig Boreham
- 2017 - Iris Prize Festival
  - Miglior attore a Miles Szanto